# Raith-Kapelle
Die Raith-Kapelle befindet sich östlich des Ortes Westenhausen (Ortsteil von Manching in Oberbayern). Den Namen erhielt sie nach dem bäuerlichen Anwesen Raith in Westenhausen (Hauptstr.). Die Kapelle erinnert an einen Unglücksfall, der sich im Jahr 1872 ereignete.

## Geschichte
Hans Schmied, Stiefbruder eines späteren Bürgermeisters von Westenhausen (Leo Raith), ertrank im Jahr 1872 am Dreifaltigkeitstag in der Westenhausener Ach. Er wurde tot aufgefunden, nachdem er abends von der Feldarbeit nicht zurückkehrte. Die Kapelle wurde zum Gedenken an diesen Todesfall errichtet. Bis in die 1930er Jahre wurde alljährlich am Dreifaltigkeitstag an der Kapelle ein Rosenkranz gebetet.

## Ausstattung
In der schlicht gehaltenen Kapelle befindet sich eine Nische mit der Heiligen Maria, umgeben von der Heiligen Dreifaltigkeit. Eine Votivtafel bezieht sich auf das Geschehen am Unglückstag. Auf einer Wolke ist die Heilige Dreifaltigkeit zu sehen, die über einer Kuh auf einer Wiese schwebt. Die Jahreszahl 1872 ist unter dem Bildnis angebracht. Im Original des Bildes war ein Pferd zu sehen. Dies entspricht der korrekten Darstellung, da Schmied die Pferde zur Pferdeschwemme führte, als es zu dem Unglücksfall kam.